# 第123次IOC総会

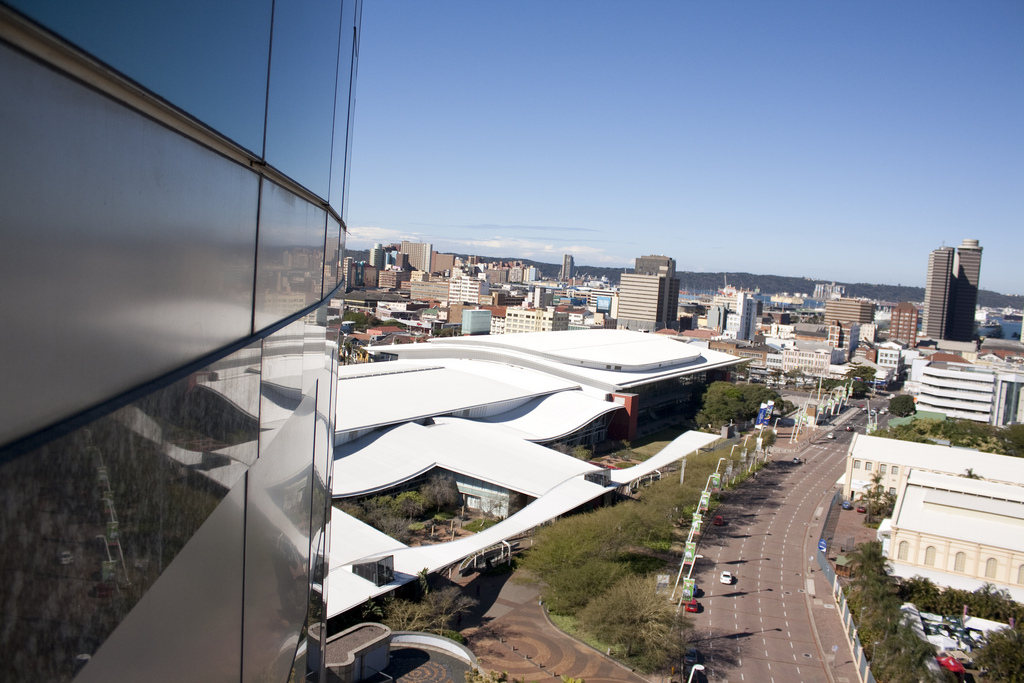
総会が行われたダーバン国際会議場の外観

第123次IOC総会（だい123じIOCそうかい）は、2011年7月に南アフリカ共和国のダーバンで開催された国際オリンピック委員会総会である。
総会では、2018年冬季オリンピックおよびパラリンピックの開催地決定投票やIOCの副会長、理事などの選出が行われた。

## 総会開催地決定まで
IOCは2008年4月に、2011年のIOC総会開催地にダーバンと香港が立候補したことを発表した。
- 南アフリカ共和国-ダーバン
- 香港-香港

2008年8月7日、北京で開かれた第120次IOC総会でダーバンが開催地に決定した。

## 2018年冬季五輪開催地決定投票
2018年冬季オリンピックには韓国の平昌、ドイツのミュンヘン、フランスのアヌシーが立候補していた。IOC委員による1回目の投票で過半数を得た平昌が開催地に決定した。
投票結果は以下の通り。
| 都市       | 国       | 1回目 |
| 平昌       | 韓国     | 63    |
| ミュンヘン | ドイツ   | 25    |
| アヌシー   | フランス | 7     |